# Leslie Hunter
Pour les articles homonymes, voir Hunter.
George Leslie Hunter, né le 7 août 1877 à Rosethay et mort le 7 décembre 1931 à Glasgow, est un peintre et graveur écossais, considéré comme l'un des quatre artistes du groupe de peintres des coloristes écossais,.
Appelé George Hunter à la naissance, il adopte le nom Leslie à San Francisco et Leslie Hunter devient son nom professionnel. Montrant une aptitude pour le dessin à un âge précoce, il est en grande partie autodidacte, ne recevant que des leçons de peinture élémentaires d'une connaissance de la famille. Il passe quinze ans de formation dès l'âge de quinze ans aux États-Unis, principalement en Californie. Il retourne ensuite en Écosse, y peignant et dessinant, ainsi qu'à Paris. Par la suite, il voyage en Europe, notamment dans le Sud de la France, mais aussi aux Pays-Bas, dans le Pas-de-Calais et en Italie.
Leslie Hunter peint des natures mortes, des paysages et des portraits, et ses peintures sont acclamées par la critique pour leur traitement de la lumière et les effets de la lumière. Ces œuvres deviennent populaires auprès des critiques et des collectionneurs les plus progressistes de son vivant et atteignent des prix élevés depuis sa mort, devenant ainsi l'un des plus populaires d'Écosse.

## Biographie

### Enfance
George Hunter naît à Rothesay, au 7 Tower Street, sur l'île de Bute, le 7 août 1877. Il est le plus jeune des cinq enfants, né du mariage de William Hunter et de Jeanie Stewart Hunter. George, montre une aptitude pour le dessin très jeune et vers l'âge de treize ans, sa mère lui fait donner des cours de peinture par une de ses connaissances. En février 1892, la sœur aînée de George, Catherine, meurt. Peu de temps après, en mars, un de ses frères, James, meurt également. Tous deux avaient une vingtaine d'années. Les parents décident d'émigrer. De toute évidence, les morts tragiques les ont décidés, et la famille part pour la Californie via New York le 1er septembre 1892, à bord du SS Ethiopia.

### Émigration en Californie et installation à San Francisco
George Hunter a quinze ans lorsqu'il émigre avec ses parents et ses deux frères et sœurs en Californie. Au départ, il vit avec sa famille dans une orangeraie, à 80 kilomètres à l'est de Los Angeles. Il continue à dessiner mais montre peu d'intérêt pour la gestion de la ferme. Il commence à gagner sa vie en 1896, principalement comme illustrateur de journaux et de revues,. Il fréquente des personnalités littéraires telles que Bret Harte et Jack London, qui sont associés au San Francisco Bohemian Club. Leslie Hunter fournit des illustrations pour Overland Monthly. En 1899, un dessin en noir et blanc pleine page pour Overland Monthly est signé G. Leslie Hunter, la première fois où enregistrée l'utilisation de « Leslie ». En 1902, Leslie Hunter fait partie d'un groupe d'artistes comprenant Maynard Dixon et Arthur Putnam. Ils souhaitent être indépendants des hiérarchies du monde de l'art établi et, ensemble, forment la California Society of Arts comme alternative à la conservatrice San Francisco Art Association. De toute évidence, Leslie Hunter a une vision artistique complètement différente de celle d'autres membres du groupe des coloristes écossais, tels que John Duncan Fergusson ou Samuel Peploe. Leslie Hunter est, à ce stade un graphiste américain à succès, compte tenu de son jeune âge. The Sunset, The Pacific Monthly, est un autre journal avec qui il travaille, ainsi que le catalogue Smith & Marriner, avec plus de 200 illustrations de publications et de livres commandées à Hunter.

### Débuts artistiques
En 1904, Hunter effectue une visite à Paris, financée par ses revenus d'illustrateur. Inspiré par les nombreuses expériences artistiques qu'il y a vécues, il s'est résolument tourné vers la peinture à l'huile,. À son retour à San Francisco en 1905, il prépare sa première exposition, qui se tiendra l'année suivante. Cependant, les premiers travaux de Leslie Hunter sont détruits dans l'incendie qui suit le séisme de 1906 à San Francisco, et il retourne en Écosse peu de temps après, s'installant à Glasgow. Au départ, il continue à y gagner sa vie principalement en tant qu'illustrateur. Sa peinture à l'huile commence par des natures mortes sur fond noir, influencées par le style hollandais.
En 1908, de retour à Paris, Hunter rencontre Alice B. Toklas, qu'il avait connue auparavant à San Francisco. Elle l'emmène voir la collection d'art au no 27 rue de Fleurus, commencée par Gertrude Stein et son frère Leo Stein. La collection comprend des œuvres fauvistes d'Henri Matisse et les premières œuvres de Pablo Picasso. Toklas a écrit que les images avaient profondément étonné Hunter et qu'il regrettait de ne jamais être allé les voir.
Leslie Hunter commence à connaître un succès après un voyage dans la colonie artistique d'Étaples dans le nord de la France en 1914. dans ce petit port, inspiré par l'art français et le paysage local, il commence à développer le style et la capacité qui l'identifieront plus tard comme un coloriste. Cependant, le début de la Première Guerre mondiale l'oblige à retourner en Écosse, où son travail est remarqué par Alexander Reid, de Reid et Lefevre,. En 1915, Leslie Hunter organise sa première exposition personnelle avec Reid à Glasgow. Son travail se concentre principalement sur les natures mortes, inspirées de Jean Siméon Chardin, Willem Kalf et Édouard Manet. Au cours des années 1920, Leslie Hunter commence à être associé à un groupe de trois autres artistes : John Duncan Fergusson, Francis Cadell et Samuel Peploe qui deviendront connus sous le nom de coloristes écossais, bien que le terme n'ait été utilisé qu'en 1948, date à laquelle seul Fergusson était encore en vie.

### Voyage en Europe continentale et retour en Écosse
En 1922, Leslie Hunter commence à faire une série de voyages en Europe continentale, où il visite Paris, Venise, Florence et la Riviera. John Duncan Fergusson l'accompagne lors de certains voyages. Ces voyages produisent un grand nombre de peintures et son style a sensiblement changé au cours de cette période de voyage en Europe.
Lorsque Leslie Hunter revient de ses premiers voyages à l'étranger, en 1922, il s'installe à Fife, sur la côte est de l'Écosse et, entre 1924 et 1927, il reste en Écosse, partageant son temps entre Fife et Glasgow. Ses peintures comprennent un certain nombre de vues inspirées du Loch Lomond, et ces paysages s'inspirent de plus en plus de l'œuvre de Paul Cézanne, pour créer des compositions colorées,,. En 1925, son travail est présenté lors d'une exposition à Leicester Square à Londres, avec des œuvres de Peploe, Cadell et Fergusson. Walter Sickert, dans son introduction à l'exposition, a écrit que « Hunter utilise le réfractaire ... à des fins inspirées sur des lignes normales et traditionnelles ».
Leslie Hunter voyage de nouveau dans le sud de la France entre 1927 et 1929, et s'installe à Saint-Paul-de-Vence. Il renvoie des peintures à Reid pour les exposer à Glasgow et à Londres. Une exposition à Londres a dû être reportée en raison d'un manque de peintures. Les voyages en France ont culminé en 1929 avec une exposition acclamée par la critique aux Ferargil Galleries de New York.

### Glasgow, la maladie et la mort

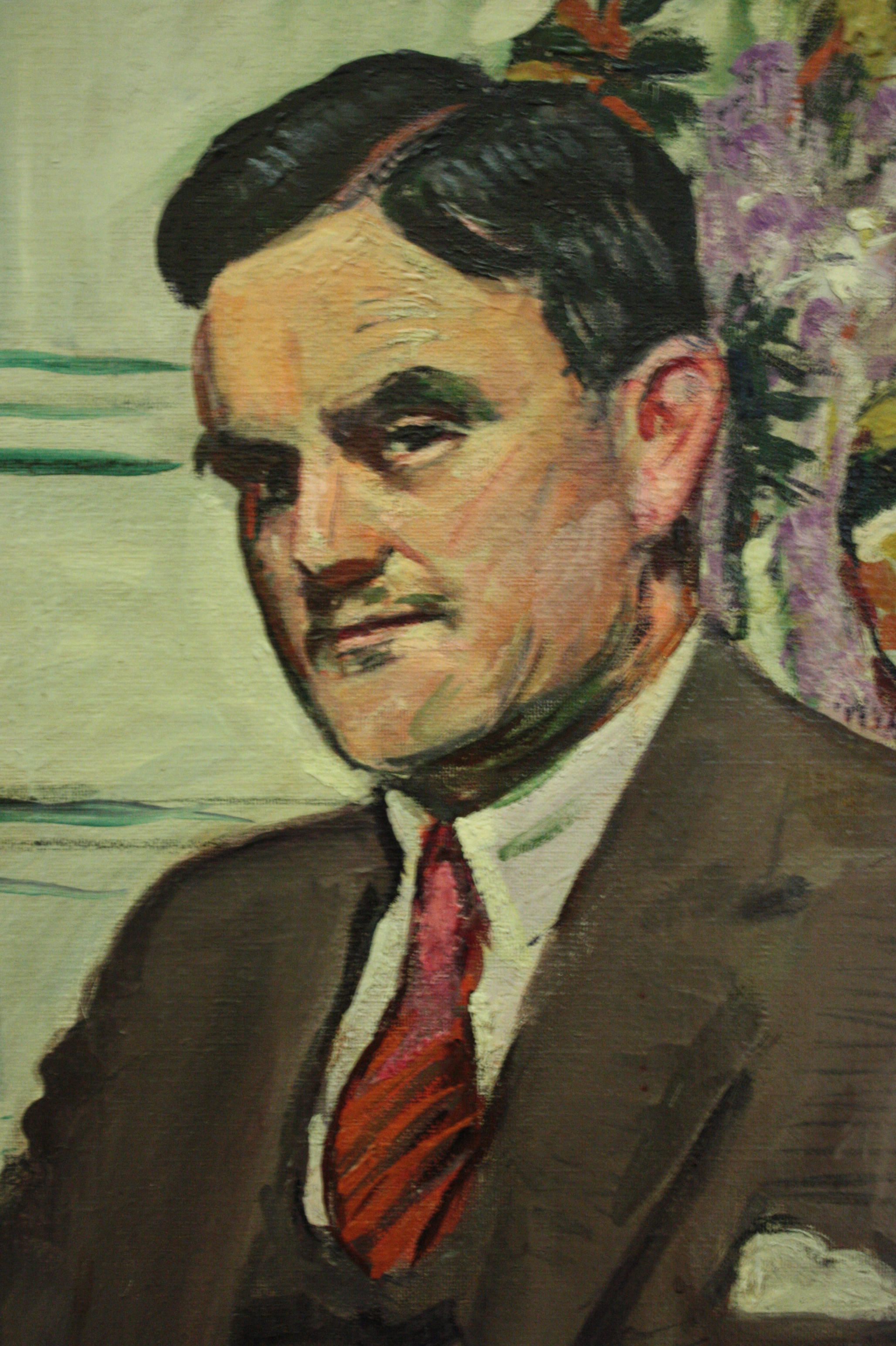
Dr Tom J Honeyman par Leslie Hunter, 1930.

Cependant, peu de temps après son retour sur la Côte d'Azur en 1929, Hunter subit une grave dépression, forçant sa sœur à le ramener chez lui en Écosse en septembre. Il récupère et commence à peindre un certain nombre de portraits de ses amis, dont celui du Dr Tom Honeyman, directeur de la Kelvingrove Art Gallery and Museum de 1939 à 1954. Tom Honeyman, à l'époque marchand d'art, a aidé Hunter à développer sa carrière, et peindre son portrait était peut-être un geste de remerciement.
En 1930, il se lance dans une série de dessins et d'aquarelles de Hyde Park, qui doivent être exposés à Londres. Hunter espérait s'installer définitivement dans la ville, car il la trouvait plus animée que Glasgow et le marché de l'art était plus sûr,. Cependant, sa santé se détériore et il commence à souffrir gravement de douleurs à l'estomac. Il meurt à Glasgow au Claremont Nursing Home le 7 décembre 1931, à l'âge de 54 ans. La cause de la mort était une insuffisance cardiaque due à un empoisonnement du sang, à la suite d'une opération de la vésicule biliaire. Membre du Glasgow Art Club, les œuvres de Hunter sont incluses dans l'exposition commémorative du club de 1935, en mémoire de ceux de ses membres morts depuis la Première Guerre mondiale.

## Popularité
Les peintures de Hunter étaient populaires auprès des critiques de son vivant et il a eu des expositions réussies à Glasgow, Londres et New York. Peu de temps avant sa mort, le The Herald déclare que si Hunter était déjà « bien connu en tant que peintre de paysages et de natures mortes », son passage à la peinture de portrait « susciterait beaucoup d'intérêt et de discussions ».
De nombreuses années après sa mort, des expositions individuelles de peintures de Hunter sont toujours organisées et, en 1953, l'exposition d'une sélection d'aquarelles et de peintures à Glasgow attira de nombreux visiteurs. Le critique d'art du Glasgow Herald a décrit le « génie varié et inégal » du peintre et a loué un tableau comme ayant été exécuté avec une telle liberté et une telle économie de toucher qu'on ne voit pas bien comment une réflexion supplémentaire ou une application technique pourrait l'améliorer.
Les peintures de Hunter se sont vendues pour des sommes importantes au début du XXIe siècle, avec une peinture décrite comme « le lot vedette » lors d'une vente aux enchères de Bonhams en juin 2010 pour 144 000 £. Un autre tableau a été vendu en juin 2010 pour 78 000 £. Nick Curnow, responsable chez Lyon &amp; Turnbull, a déclaré à ce sujet « C'est une peinture très spéciale, si typique de Hunter ».

## Style
Leslie Hunter s'est concentré, une grande partie de sa vie, sur les paysages et les natures mortes, travaillant à la fois à la plume, à l'encre et à l'huile sur toile. Ses natures mortes de fruits sont particulièrement remarquables, mais il a également peint une variété de paysages, notamment d'Écosse et de France. Dans ses premières peintures, il a été influencé par Paul Cézanne. Plus tard, cependant, en commun avec les autres membres du mouvement des coloristes écossais, il a été fortement influencé par des artistes français contemporains comme Claude Monet et Henri Matisse, et ses peintures ont commencé à faire un usage plus audacieux et plus énergique de la couleur.
Il s'efforçait particulièrement de capturer dans ses peintures les effets de la lumière et peignait à plusieurs reprises les mêmes objets ou lieux dans diverses conditions d'éclairage. Son style a été influencé par l'avant-garde française et, en particulier dans ses derniers travaux, ce style est décrit par les critiques d'art comme « « ouvert et libre » et « énergétique »,.